# Campeonato da Europa de Atletismo de 2018 - 400 m feminino
A prova dos 400 metros feminino do Campeonato da Europa de Atletismo de 2018 foi disputada entre os dias 8 e 11 de agosto de 2018 no Estádio Olímpico de Berlim em Berlim,  na Alemanha. 

## Recordes
Antes desta competição, os recordes mundiais e do campeonato nesta prova eram os seguintes:
|                       | Nome        | Nacionalidade     | Tempo  | Local    | Data                  |
| --------------------- | ----------- | ----------------- | ------ | -------- | --------------------- |
| Recorde mundial       | Marita Koch | Alemanha Oriental | 47s 60 | Canberra | 6 de outubro de 1985  |
| Recorde do campeonato | Marita Koch | Alemanha Oriental | 48s 16 | Atenas   | 8 de setembro de 1982 |
| Recorde europeu       | Marita Koch | Alemanha Oriental | 47s 60 | Canberra | 6 de outubro de 1985  |

## Medalhistas
| Ouro                         | Prata                   | Bronze                 |
| Justyna Święty-Ersetic (POL) | Maria Belimpasaki (GRE) | Lisanne de Witte (NED) |

## Cronograma
Todos os horários são locais (UTC+2).
| Data         | Hora  | Evento    |
| ------------ | ----- | --------- |
| 8 de agosto  | 11:30 | Bateria   |
| 9 de agosto  | 19:50 | Semifinal |
| 11 de agosto | 20:12 | Final     |

## Resultados

### Bateria
Qualificação: 2 atletas de cada bateria  (Q) mais os 6 melhores qualificados (q). 
| Posição | Bateria | Raia | Atleta                   | Nacionalidade               | Tempo | Notas           |
| ------- | ------- | ---- | ------------------------ | --------------------------- | ----- | --------------- |
| 1       | 1       | 6    | Laviai Nielsen           | Grã-Bretanha                | 51.67 | Q,              |
| 2       | 2       | 5    | Cynthia Bolingo          | Bélgica                     | 51.69 | Q,              |
| 3       | 3       | 6    | Maria Benedicta Chigbolu | Itália                      | 51.76 | Q,              |
| 4       | 1       | 5    | Cátia Azevedo            | Portugal                    | 51.84 | Q,              |
| 5       | 2       | 7    | Floria Gueï              | França                      | 51.89 | Q               |
| 6       | 1       | 2    | Gunta Latiševa-Čudare    | Letônia                     | 51.98 | q               |
| 7       | 4       | 7    | Polina Miller            | Atletas Neutros Autorizados | 52.01 | Q               |
| 8       | 4       | 1    | Laura Bueno              | Espanha                     | 52.14 | Q,              |
| 9       | 2       | 3    | Bianca Răzor             | Roménia                     | 52.19 | q,              |
| 10      | 4       | 8    | Iga Baumgart-Witan       | Polónia                     | 52.23 | q               |
| 11      | 2       | 1    | Tamara Salaški           | Sérvia                      | 52.39 | q               |
| 12      | 3       | 4    | Camille Laus             | Bélgica                     | 52.40 | Q               |
| 13      | 3       | 2    | Andrea Miklós            | Roménia                     | 52.40 | q               |
| 14      | 3       | 3    | Tetyana Melnyk           | Ucrânia                     | 52.44 | q               |
| 15      | 2       | 6    | Nadine Gonska            | Alemanha                    | 52.54 |                 |
| 16      | 4       | 5    | Laura de Witte           | Países Baixos               | 52.57 |                 |
| 17      | 4       | 4    | Matilda Hellqvist        | Suécia                      | 52.68 | Recorde pessoal |
| 18      | 4       | 6    | Modesta Morauskaitė      | Lituânia                    | 52.68 |                 |
| 19      | 1       | 1    | Alyona Mamina            | Atletas Neutros Autorizados | 52.72 |                 |
| 20      | 1       | 8    | Alexandra Bezeková       | Eslováquia                  | 52.88 |                 |
| 21      | 3       | 5    | Despina Mourta           | Grécia                      | 52.96 | Recorde pessoal |
| 22      | 4       | 3    | Alina Lohvynenko         | Ucrânia                     | 53.18 |                 |
| 23      | 3       | 7    | Iveta Putalová           | Eslováquia                  | 53.21 |                 |
| 24      | 2       | 8    | Lada Vondrová            | Chéquia                     | 53.21 | Recorde pessoal |
| 25      | 3       | 1    | lena Symerská            | Chéquia                     | 53.25 |                 |
| 26      | 2       | 4    | Irini Vasiliou           | Grécia                      | 53.37 |                 |
| 27      | 2       | 2    | Kseniya Aksyonova        | Atletas Neutros Autorizados | 53.37 |                 |
| 28      | 1       | 4    | Zdeňka Seidlová          | Chéquia                     | 53.38 |                 |
| 29      | 1       | 7    | Anastasiia Bryzgina      | Ucrânia                     | 53.62 |                 |
| 30      | 1       | 3    | Maja Ćirić               | Sérvia                      | 53.65 |                 |
| 31      | 3       | 8    | Eva Misiūnaitė           | Lituânia                    | 54.02 |                 |
| 32      | 4       | 2    | Evelin Nádházy           | Hungria                     | 54.34 |                 |

### Semifinal
Qualificação: 2 atletas de cada bateria  (Q) mais os  2 melhores qualificados (q). 
| Posição | Bateria | Raia | Atleta                    | Nacionalidade               | Tempo | Notas                |
| ------- | ------- | ---- | ------------------------- | --------------------------- | ----- | -------------------- |
| 1       | 1       | 8    | Laviai Nielsen            | Grã-Bretanha                | 51.21 | Q,                   |
| 2       | 1       | 5    | Maria Belimpasaki*        | Grécia                      | 51.23 | Q                    |
| 3       | 3       | 4    | Justyna Święty-Ersetic*   | Polónia                     | 51.23 | Q                    |
| 4       | 1       | 4    | Lisanne de Witte*         | Países Baixos               | 51.24 | q                    |
| 5       | 3       | 5    | Madiea Ghafoor*           | Países Baixos               | 51.29 | Q                    |
| 6       | 2       | 7    | Iga Baumgart-Witan        | Polónia                     | 51.35 | Q,                   |
| 7       | 2       | 4    | Agnė Šerkšnienė*          | Lituânia                    | 51.41 | Q                    |
| 8       | 1       | 6    | Floria Gueï               | França                      | 51.50 | q,                   |
| 9       | 3       | 3    | Libania Grenot*           | Itália                      | 51.54 |                      |
| 10      | 3       | 7    | Gunta Latiševa-Čudare     | Letônia                     | 51.60 | Recorde da temporada |
| 11      | 3       | 8    | Polina Miller             | Atletas Neutros Autorizados | 51.65 | EJL                  |
| 12      | 1       | 3    | Małgorzata Hołub-Kowalik* | Polónia                     | 51.74 |                      |
| 13      | 2       | 5    | Anyika Onuora*            | Grã-Bretanha                | 51.77 |                      |
| 14      | 2       | 3    | Anita Horvat*             | Eslovênia                   | 51.89 |                      |
| 15      | 3       | 6    | Amy Allcock*              | Grã-Bretanha                | 51.91 |                      |
| 16      | 1       | 7    | Cynthia Bolingo           | Bélgica                     | 51.92 |                      |
| 17      | 1       | 1    | Tetyana Melnyk            | Ucrânia                     | 52.20 | Recorde da temporada |
| 18      | 1       | 2    | Cátia Azevedo             | Portugal                    | 52.23 |                      |
| 19      | 2       | 8    | Maria Benedicta Chigbolu  | Itália                      | 52.26 |                      |
| 20      | 3       | 1    | Bianca Răzor              | Roménia                     | 52.27 |                      |
| 21      | 2       | 6    | Camille Laus              | Bélgica                     | 52.40 |                      |
| 22      | 3       | 2    | Laura Bueno               | Espanha                     | 52.46 |                      |
| 23      | 2       | 2    | Andrea Miklós             | Roménia                     | 52.49 |                      |
| 24      | 2       | 1    | Tamara Salaški            | Sérvia                      | 53.20 |                      |

* Atletas que entraram diretamente na semifinal. 

### Final
| Posição           | Raia | Atleta                 | Nacionalidade | Tempo | Notas            |
| ----------------- | ---- | ---------------------- | ------------- | ----- | ---------------- |
| Medalha de ouro   | 3    | Justyna Święty-Ersetic | Polónia       | 50.41 | EL               |
| Medalha de prata  | 4    | Maria Belimpasaki      | Grécia        | 50.45 | Recorde nacional |
| Medalha de bronze | 2    | Lisanne de Witte       | Países Baixos | 50.77 | Recorde nacional |
| 4                 | 5    | Laviai Nielsen         | Grã-Bretanha  | 51.21 |                  |
| 5                 | 6    | Iga Baumgart-Witan     | Polónia       | 51.24 | Recorde pessoal  |
| 6                 | 7    | Agnė Šerkšnienė        | Lituânia      | 51.42 |                  |
| 7                 | 1    | Floria Gueï            | França        | 51.57 |                  |
| 8                 | 8    | Madiea Ghafoor         | Países Baixos | 51.57 |                  |

Legenda
| Recorde mundial       | Recorde mundial (World record)               |                       | Recorde africano                      | Recorde africano (African) |                                           | Q | Classificado por posição (Qualified) |
| Recorde do campeonato | Recorde do campeonato (Championship record)  | Recorde da América    | Recorde da América (Americas)         | q                          | Classificado por melhor tempo (Qualified) |   |                                      |
| Melhor marca do ano   | Melhor marca do ano (World leading)          | Recorde asiático      | Recorde asiático (Asian)              | DNS                        | Não largou (Did not start)                |   |                                      |
| Recorde nacional      | Recorde nacional (National record)           | Recorde europeu       | Recorde europeu (European)            | DNF                        | Não terminou (Did not finish)             |   |                                      |
| Recorde pessoal       | Recorde pessoal do atleta (Personal best)    | Recorde da Oceania    | Recorde da Oceania (Oceania)          | DSQ / DQ                   | Desclassificado (Disqualified)            |   |                                      |
| Recorde da temporada  | Recorde da temporada do atleta (Season best) | Recorde sul-americano | Recorde sul-americano (South America) | NM                         | Sem marca (No mark)                       |   |                                      |